# Hiacynt od Aniołów
Hiacynt od Aniołów, właśc. hiszp. Jacinto de los Angeles (ur. ok. 1660 w San Francisco Cajonos w Meksyku, zm. 16 września 1700 w Santo Domingo Xagacía) – indiański męczennik chrześcijański, błogosławiony Kościoła rzymskokatolickiego.
Pochodził z plemienia Zapoteków z rodziny wodzów szczepowych.  Jego żoną była Petrona de los Angeles z którą miał dwóch synów Juana i Nicolasa. Razem z Janem Chrzcicielem wspomagali dominikańskich misjonarzy. Zostali oskarżeni o uprawianie czarów i za odmowę wyrzeczenia się wiary chrześcijańskiej obaj zostali zamordowani przez współplemieńców w 1700 roku.
Ich beatyfikacji dokonał papież Jan Paweł II w dniu 1 sierpnia 2002 roku.